# Reisefotografie
Die Reisefotografie ist eine Gattung der Fotografie, die sich mit der Dokumentation von Landschaften, Menschen, Kulturen und Lebensweisen befasst.

## Geschichte
Die Reisefotografie hat ihre Wurzeln in der fotografischen Dokumentation der wissenschaftlichen Erkundungen des 19. Jahrhunderts (siehe auch wissenschaftliche Fotografie, Expedition (Forschungsreise) und Reise). Sie diente schon damals dem Festhalten der Landschaften, Pflanzen, Tiere sowie Menschen und ihrer Gebräuche und hat die Malerei zu diesem Zweck weitgehend abgelöst. Insbesondere wurde ihr ein besonderer Dokumentationscharakter zugebilligt (siehe Theorie der Fotografie). In manchen Fällen musste jedoch tatsächlich von den idealisierten Darstellungen der Maler des 19. Jahrhunderts Abschied genommen werden.
In technischer Hinsicht hat die Entwicklung des Negativ-Positiv-Prozesses der Fotografie als Dokumentationsmedium zum Durchbruch verholfen. Zu jener Zeit mussten die Fotografen jedoch die fotografischen Platten direkt vor ihrer Belichtung herstellen und sofort entwickeln. Besonders bewegte Objekte konnten nur bedingt aufgenommen werden. Viele Bilder wirken daher gestellt und künstlich arrangiert. Der Aufwand zur Fotografie wurde erst durch die Entwicklung des Filmes und immer kleinerer Kameras vermindert (siehe auch Chronologie der Fotografie).
Je geringer der technische Aufwand zur Fotografie wurde, umso mehr entwickelte sich die Reisefotografie zu einem Medium der breiten Massen. Zusammen mit dem Aufkommen des Massentourismus wurde die verbildlichte Erinnerung an den eigenen Urlaub für viele Menschen zu einem Hauptmotiv zur Auseinandersetzung mit dem Lichtbild. Heute wird die Fotografie als Reiseerinnerung durch die digitale Fotografie weiter verbreitet sowie durch die „Handy-Fotografie“ auch den fotografisch Unkundigen eröffnet.